# 完颜斜哥
完颜斜哥，金朝宗室，女真族，完颜氏。开国功臣秦王完颜宗翰的孙子。
斜哥官至同知曷苏馆节度使事。金世宗大定元年（1161年），完颜雍在东京辽阳府即位，斜哥任刑部侍郎，充都统，与副统完颜布辉从东京（今辽宁辽阳市）先赴中都（今北京市），擅自署任官吏，私用官中财物，事发，免死除名。大定二年，起为大宗正丞，升任祁州刺史。因贪赃枉法，杖一百五十，除名。后起为同知兴中尹，升任唐括部族节度使，历任开远军、顺义军。御史台弹劾其在云内贪赃受贿，因祖父有大功，免死，杖一百五十，除名。后复起为劝农副使。